# Herb gminy Cekcyn
Herb gminy Cekcyn – jeden z symboli gminy Cekcyn, ustanowiony 12 czerwca 1998.

## Wygląd i symbolika
Herb przedstawia na tarczy koloru zielonego w centralnej części złoty bróg, a nad nim po obu stronach dwie złote gałązki jodłowe.